# Zazdrość (Ukraina)
Zazdrość (ukr. Заздрість, Zazdrist´) – wieś na Ukrainie w rejonie tarnopolskim należącym do obwodu tarnopolskiego.
W 1888 pożar strawił wieś. 
W 1930 r. właścicielką tutejszego majątku ziemskiego była hr. Maria Borkowska. W 1931 r. wieś liczyła 396 zagród i 1992 mieszkańców, z których 35% stanowili Polacy. W latach 1943–1945 nacjonaliści ukraińscy z OUN–UPA zamordowali 71 Polaków i jednego sprzyjającego im Ukraińca.
We wsi urodził się Josyf Slipyj – biskup greckokatolicki, arcybiskup metropolita Lwowa, kardynał prezbiter od 1965.
Do 2020 w rejonie trembowelskim.